# Постоята
Постоята (укр. Постоята) — село в Пасечнянской сельской общине Надворнянского района Ивано-Франковской области Украины.
Население по переписи 2001 года составляло 710 человек. Занимает площадь 4 км². Почтовый индекс — 78432. Телефонный код — 03475.